# NGC 4031
NGC 4031 is een spiraalvormig sterrenstelsel in het sterrenbeeld Grote Beer. Het hemelobject werd op 6 april 1864 ontdekt door de Duits-Deense astronoom Heinrich Louis d'Arrest.

## Synoniemen
- MCG 5-28-75
- ZWG 157.82
- ARAK 341
- PGC 37855